# Ranunculus potaninii
Ranunculus potaninii Kom. – gatunek rośliny z rodziny jaskrowatych (Ranunculaceae Juss.). Występuje naturalnie w Nepalu oraz Chinach (w południowo-zachodniej części Gansu, zachodnim Syczuanie, południowo-wschodnim Tybecie oraz w północno-zachodniej części Junnanu). 

## Morfologia
PokrójBylina o lekko owłosionych pędach. Dorasta do 20–30 cm wysokości.
LiścieSą trójsieczne lub trójdzielne. W zarysie mają kształt od pięciokątnie owalnego do pięciokątnego. Mierzą 2,5–5 cm długości oraz 2,5–5 cm szerokości. Nasada liścia ma klinowy kształt. Ogonek liściowy jest nagi lub lekko owłosiony i ma 4,5–12 cm długości.
KwiatySą pojedyncze lub zebrane po 2–3 w wierzchotki jednoramienne. Pojawiają się na szczytach pędów. Mają żółtą barwę. Dorastają do 10–17 mm średnicy. Mają 5 eliptycznych działek kielicha, które dorastają do 3–4 mm długości. Mają 5 odwrotnie owalnych płatków o długości 4–8 mm.
OwoceNagie niełupki o odwrotnie jajowatym kształcie i długości 1 mm. Tworzą owoc zbiorowy – wieloniełupkę o jajowatym kształcie i dorastającą do 5–7 mm długości.

## Biologia i ekologia
Rośnie na łąkach i bagnach. Występuje na wysokości od 3600 do 4800 m n.p.m. Kwitnie od maja do lipca. 